# Chalmers damkör
Chalmers damkör är en av tre delkörer i Chalmers sångkör. Den första repetitionen ägde rum den 14 januari 1987 men först 1988 blev delkören en fullvärdig medlem i Chalmers sångkör. Kören består idag av cirka 40 korister. 